# Francis Wewengkang
Francis Reynald Wewengkang (Manado, 10 gennaio 1971) è un ex calciatore indonesiano, di ruolo centrocampista.

## Carriera

### Club
Ha giocato nella prima divisione indonesiana.

### Nazionale
Con la nazionale indonesiana ha partecipato alla Coppa d'Asia 1996.